# Nemocniční playlist
Nemocniční playlist (v korejském originále: 슬기로운 의사생활, Seulgiroun Euisasaenghal; anglicky Hospital Playlist) je jihokorejský televizní seriál napsaný I Wu-čungem a režírovaný Šin Won-hoem. Hlavní role ztvárnili Čo Čung-sok, Ju Jeon-seok, Čung Kjung-ho, Kim Dae-mjung a Čeon Mi-do. První série byla vysílána na televizní stanici TVN každý čtvrtek od 12. března do 28. května 2020. Stala se devátým nejlépe hodnoceným korejským dramatem v historii kabelové televize. Druhá sezóna by měla být odvysílána v roce 2021. Seriál je dostupný také s českými titulky na předplacené službě Netflix.

## Obsah
Seriál vypráví příběh lékařů a zdravotních sester pracujících v nemocnici Julče. Zaměřuje se na pět lékařů, kteří jsou přáteli od doby, kdy v roce 1999 nastoupili na lékařskou školu.